# Sintagma de negación
El sintagma de negación es un sintagma cuyo núcleo es una partícula de polaridad negativa. Si bien la gramática tradicional analiza las partículas negativas como adverbios de negación existen hechos sintácticos que sugieren que la negación no es un simple modificador adverbial, por lo que en el contexto de la gramática generativa se ha propuesto la existencia de un núcleo de negación y el sintagma encabezado por dicho elemento es el sintagma de negación. Esto implica que en dicho análisis existe una categoría diferente de las categorías tradicionales formada por las palabras que pueden ser núcleo de un sintagma negacional.

## Peculiaridades de la negación
Para justificar la existencia por derecho propio de un sintagma de negación se exponen algunas características que diferencian a la partícula no y otras partículas negativas de los adverbios de modo.

### Restricciones de orden
La negación en español y muchas otras lenguas tiene restricciones respecto al punto donde puede aparecer que otros adverbios. Por ejemplo en las siguientes oraciones pacientemente puede insertarse en diferentes posiciones según el énfasis que se quiera dar:
(1a) Juan pacientemente ha leído el libro
(1b) Juan ha leído el libro pacientemente
(1c) Juan ha leído pacientemente el libro
Sin embargo la partícula no no se comporta como un adverbio usual ya que solo admite un orden posible, a diferencia de pacientemente:
(2a) Juan no ha leído el libro
(2b) *Juan ha leído el libro no
(2c) *Juan ha leído no el libro
Otras restricciones de orden se observan en las oraciones interrogativas:
(3a) ¿has tomado café irresponsablemente? (adverbio al final)
(3b) *¿has tomado café no? ("no" al final)
(3c) ¿no has tomado café? ("no" preverbal)
En inglés la negación de una forma simple no perifrástica requiere el uso el auxiliar do (4a-4b), y la negación debes situarse tras él. En cambio en una forma positiva con auxiliar la negación consiste simplemente en añadir una negación tras el auxiliar sin introducir el auxiliar do (4c-4d):
(4a) I like to write (1.ªPER disfrutar PRE escribir) 'me gusta escribir'
(4b) I do not like to write (1.ª PER AUX NEG disfrutar PRE escribir) 'no me gusta escribir'
(4c) I will write you (1.ª PER AUX   escribir) 'te escribiré'
(4d) I will not write you (1.ª PER AUX NEG escribir) 'no te escribiré'

### Doble negación

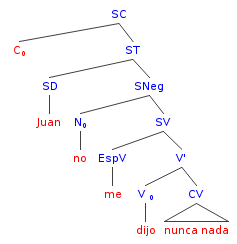
Análisis sintáctico de la oración "Juan no me dijo nunca nada" con el núcleo de negación ocupado por "no".

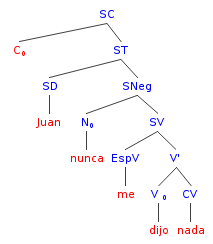
Análisis sintáctico de la oración "Juan nunca me dijo nada" con el núcleo de negación ocupado por "nunca", nótese que no las oraciones "*Juan nunca no me dijo nada" o "*Juan no nunca me dijo nada", no pueden ser correctas porque "nunca" y "no" deberían ocupar simultáneamente la posición del núcleo de negación, lo cual no es posible.

En español también ocurren fenómenos curiosos como que la presencia de una negación oracional requiere la coocurrencia de otros elementos negativos (doble negación aparente):
(5a) Juan no compró nada
(5b) *Juan compró nada
Donde la segunda frase contiene un elemento de polaridad negativa nada que solo puede aparecer cuando la oración completa es negativa. Este hecho, que también ocurre en otras lenguas románicas, pueden explicarse si se postula que existe un núcleo sintáctico de negación que cuando está ocupado por no requiere que concordancia del resto de pronombres indefinidos que aparezcan en la oración. Otro ejemplo de lo mismo se aprecia en:
(6a) Juan no compró nunca nada a nadie
(6b) '*'Juan compró nunca nada a nadie
La segunda oración es incorrecta por los elementos negativos nunca, nada y nadie no concuerdan con la polaridad de la oración. Esto contrasta con el estado de hechos que se da en las lenguas germánicas donde no existe esta "concordancia negativa", como muestran los siguientes ejemplos comparados del alemán y el español:
(7) ¡No se lo digas a nadie = Sag es niemand
(8) Nunca me ha regalado nada = Er hat mir nie etwas geschenkt.
(9) No lo he encontrado en ningún sitio = Ich habe es nirgendwo gefunden
Donde se puede observar que el alemán solo usa un elemento negativo por oración (marcado en negrita: niemand 'nadie', nie 'nunca', nirgendwo 'ningún sitio'), situación que es similar a la que se tiene en inglés estándar.
Obsérvese que en los casos anteriores la aparición de dos negativos juntos no supone que se anulen lógicamente entre ellos, por tanto es una doble negación aparente. En español sí existe la doble negación genuina pero generalmente se requiere negación morfológica, por ejemplo las dos oraciones siguientes tienen el mismo contenido proposicional (aunque la primera está suavizada pragmáticamente):
(10a) No es imposible que así suceda
(10b) Es posible que así suceda
Otro hecho interesante del español es que la doble negación aparente (con concordancia de polaridad negativa) puede quedar suprimida, como en (5b), si un elemento negativo sufre un desplazamiento sintáctico hasta la posición del núcleo del sintagma de negación (situada antes del verbo):
(11a) No lo había visto nunca
(11b) Nunca lo había visto
(11c) *Nunca no lo había visto
(11d) *Lo había visto nunca
La oración (11a) es perfectamente correcta y el segundo nunca es requerido por la concordancia de polaridad (no puede ser sustituido alguna vez). En la oración (11b) se ha omitido no porque el elemento nunca se desplaza al núcleo de negación (posición preverbal). En cambio (11c) no puede ser correcta porque aparentemente nunca y no están ocupando la posición de núcleo, pero solo uno de ellos puede aparecer en posición preverbal, dando (11a) o (11b). La oración (11d) no es correcta porque nunca tiene polaridad negativa, pero al estar vacío el núcleo de negación la oración no tiene polaridad negativa, y por tanto existe un error de concordancia de polaridad.

## Sintagma de negación en diferentes lenguas
Los datos del español pueden explicarse postulando que esta lengua tiene un orden sintáctico, posee además del correspondiente sintagma verbal (y los sintagmas nominal, preposiconal, adverbial, etc) posee sintagmas abstractos: sintagma de tiempo, sintagma complementante y sintagma de negación en el que el sintagma de negación (SNeg) ocupe un nudo superior al sintagma de tiempo (ST) en el árbol sintáctico (el SNeg domina al ST). Sin embargo el inglés requiere que el sintagma de tiempo no esté dominado directamente por el sintagma de negación (en esta lengua ST domina a SNeg).
De hecho Ouhalla (1990) analiza diversas lenguas y propone que entre las lenguas del mundo existen dos tipos sintácticos que involucran a la posición del sintagma de negación: 
- Tipo A (español, francés, lenguas bereberes, ...) en el que el sintagma de negación tiene por complemento sintáctico un sintagma de tiempo
- Tipo B (inglés, turco, ...) en el que el sintagma de negación tiene por complemento sintáctico un sintagma verbal.

Esa distinción explicaría el diferente comportamiento de la negación en las lenguas del tipo A y del tipo B.
Además de esa tipología anterior, la tipología de las lenguas puede diferir según la posición del sintagma de negación puede recaer antes o después del verbo o incluso en otras posiciones. En la mayoría de lenguas el orden preferente aparece al lado del verbo siendo raros los casos donde la negación no es adyacente. Si consideramos solo la negación oracional (Neg), el sujeto (S), el objeto (O) y el verbo (V) de la oración y designamos por un númer de 1 a 4 la posición de la negación se tienen los siguientes configuraciones, señaladas según su frecuencia relativa:
|                     | SOV              | SVO              | VSO               | VOS             |
| ------------------- | ---------------- | ---------------- | ----------------- | --------------- |
| Neg en 1.ª posición | rara (NegSOV)    | rara (Neg-SVO)   | común (Neg-VSO)   | común (Neg-VOS) |
| Neg en 2.ª posición | rara (S-Neg-OV)  | común (S-Neg-VO) | dudosa (V-Neg-SO) | NE (V-Neg-OS)   |
| Neg en 3.ª posición | común (SO-Neg-V) | rara (SV-Neg-O)  | NE (VS-Neg-O)     | NE (VO-Neg-S)   |
| Neg en 4.ª posición | común (SOV-Neg)  | rara (SVO-Neg)   | NE (VSO-Neg)      | NE (VOS-Neg)    |
NE, no encontrado; dudosa, solo se ha encontrado algún caso dudoso.
Orden de frecuencias: común > rara > dudosa > NE.